# Lilla Rörsjön
Lilla Rörsjön är en sjö i Älvdalens kommun i Dalarna och ingår i Dalälvens huvudavrinningsområde. Sjön har en area på 0,29 kvadratkilometer och ligger 894,1 meter över havet. Sjön avvattnas av vattendraget Stora Njupån. Vid provfiske har elritsa och röding fångats i sjön.

## Delavrinningsområde
Lilla Rörsjön ingår i det delavrinningsområde (683918-133383) som SMHI kallar för Utloppet av Lilla Rörsjön. Medelhöjden är 906 meter över havet och ytan är 1,79 kvadratkilometer. Räknas de 5 avrinningsområdena uppströms in blir den ackumulerade arean 19,32 kvadratkilometer. Stora Njupån som avvattnar avrinningsområdet har biflödesordning 4, vilket innebär att vattnet flödar genom totalt 4 vattendrag innan det når havet efter 529 kilometer. Avrinningsområdet består mestadels av skog (26 procent) och kalfjäll (58 procent). Avrinningsområdet har 0,29 kvadratkilometer vattenytor vilket ger det en sjöprocent på 16 procent.